# Stig Svahnström
Stig August Svahnström, född 7 juni 1932 i Jomala, är en åländsk arkitekt. 
Svahnström startade egen arkitektverksamhet 1963 och var regionplanschef vid Ålands landskapsstyrelse 1971–1980. Tillsammans med sin hustru, arkitekten Myrielle Svahnström (född Grobet-Nicolet), har han ritat en rad moderna byggnader på Åland, däribland Sankt Mårtens kyrka i Hindersböle (1969) och Margaretagården i södra Mariehamn (1990).